# Theo Mallett
Theo Mallett (* 8. März 2001 in Haiti) ist ein kanadisch-haitianischer Skilangläufer.

## Biographie
Mallett wurde im Alter von Zweieinhalb Jahren nach Kanada adoptiert und wuchs in Chelsea in der Nähe von Gatineau auf. Bereits als Kleinkind kam er mit dem Langlaufsport in Berührung.
Sein internationales Renndebüt feierte er am 11. Dezember 2021 bei einem FIS-Rennen in Nakkertok. Inspiriert durch die Teilnahme des Skirennläufers Richardson Viano an den Olympischen Winterspielen 2022 in Peking kontaktierte Malletts Familie den haitianischen Skiverband.
Mit Beginn der Saison 2022/23 startete Mallett schließlich offiziell für Haiti. Im selben Winter nahm er als erster Haitianer an den Winter World University Games teil. Bei den Wettkämpfen in Lake Placid erzielte er sein bestes Ergebnis im 30 km Massenstart mit Rang 50. 
Nur einen knappen Monat Mallett an seinen ersten Nordischen Skiweltmeisterschaften in Planica teil. Dort erreichte er gemeinsam mit Stevenson Savart den 31. Platz im Teamsprint als bestes Ergebnis. 
Abgesehen von internationalen Großereignissen startet Mallett hauptsächlich bei kontinentalen Rennen in Kanada und den USA. 

## Erfolge

### Weltmeisterschaften
- Planica 2023: 31. Team Sprint, 109. Sprint klassisch, 115. 15 km Freistil
- Trondheim 2025: 35. Team Sprint, 138. 10 km klassisch, 141. Sprint Freistil

### Winter World University Games
- Lake Placid 2023: 50. 30 km Massenstart, 70. Sprint Freistil, 74. 10 km Verfolgung Freistil, 79. 10 km klassisch